# Tannenberg (Saksonia)
Tannenberg − gmina w Niemczech, w kraju związkowym Saksonia, w okręgu administracyjnym Chemnitz, w powiecie Erzgebirgskreis (do 31 lipca 2008 w powiecie Annaberg), wchodzi w skład wspólnoty administracyjnej Geyer.

## Współpraca
Miejscowość partnerska:
- Rheinhausen, Badenia-Wirtembergia